# Gudrun (film)
Pour les articles homonymes, voir Gudrun (homonymie).
Pour plus de détails, voir Fiche technique et Distribution.
Gudrun est un film allemand réalisé par Hans W. Geißendörfer, sorti en 1992.

## Synopsis
Le père de Gudrun, 12 ans, se bat sur le front russe. Sa mère l'envoie chez sa grand-mère.

## Fiche technique
- Titre : Gudrun
- Réalisation : Hans W. Geißendörfer
- Scénario : Hans W. Geißendörfer d'après le roman de Fitzgerald Kusz
- Musique : Jürgen Knieper
- Photographie : Hans-Günther Bücking
- Montage : Annette Dorn
- Société de production : B. A. Produktion, Filmové studio Barrandov, GFF et Maran Film
- Pays :  Allemagne
- Genre : Drame
- Durée : 97 minutes
- Dates de sortie : 
  -  Allemagne : 5 mars 1992

## Distribution
- Kerstin Gmelch : Gudrun
- Barbara Thummet : Sophie
- Roman Mitterer : Fritz
- Veronika Freimanová : Lotte
- Bernd Tauber : Albert
- Michael Vogtmann : Zagel
- Walter Kraus : OGL

## Distinctions
Le film a été présenté en sélection officielle en compétition lors de Berlinale 1992.